# Final Fantasy III
Final Fantasy III (яп. ファイナルファンタジーIII файнару фантадзи: сури: или файнару фантадзи: сан ) — японская ролевая игра, разработанная и изданная компанией Square (ныне Square Enix) в 1990 году для платформы Nintendo Family Computer. Это третья часть в серии видеоигр Final Fantasy. Игра, выпущенная в Японии 27 апреля 1990 года, на западе не выходила (единственная из всех частей Final Fantasy).
В России официально не издавалась, однако к концу декабря 2008 года для NDS-версии в был сделан патч с фанатским русским переводом. Патч с переводом для Famicom-версии также был полностью завершён в 2005 году.

## Игровой процесс
Геймплей Final Fantasy III сочетает в себе элементы двух первых игр, а также свои собственные элементы. Из нововведений можно отметить:
- свободную смену класса персонажа на любой из имеющихся;
- рост уровней классов (независим от уровня самого персонажа);
- специализированные команды классов (такие как «Месть» у Монаха или «Наживка» у Викинга);
- способность «Призыв», вызывающая во время битвы магических существ (таких как Левиафан или Бахамут);
- способность Вора открывать запертые двери без ключа (должен стоять во главе команды).

В целом в игре присутствует 4 постоянных героя, а также несколько временных (Сид, принцесса Сара, Дэш, Элия, принц Алус и другие) и предоставляется на выбор 23 профессии:
- Универсал (начальная);
- Воин, Монах, Вор, Белый Маг, Чёрный Маг, Красный Маг — даются Кристаллом Ветра;
- Лучник, Рыцарь, Учёный, Геомант — даются Кристаллом Огня;
- Драгун, Викинг, Тёмный Рыцарь, Заклинатель, Бард — даются Кристаллом Воды;
- Каратист, Шаман, Волхв, Зовущий, Мудрец, Ниндзя — даются Кристаллом Земли.
- А также секретная профессия Лукового Рыцаря

## Сюжет
В центре сюжета находится группа молодых людей, которых засасывает кристалл света. Он же даёт им некоторые сверхъестественные способности и приказывает восстановить мировой баланс.

## Разработка
Визуально Final Fantasy III похожа на Final Fantasy и Final Fantasy II. Final Fantasy III значительно расширяет геймплей благодаря введению системы Профессий, или Работ, которые можно менять в ходе игры. Другое значительное изменение в Final Fantasy III — это система автоматической смены цели; если в предыдущих играх серии персонаж атакует врага, убитого в прошлом ходу, то он просто ударит воздух и появится сообщение «Не сработало».
Одно из заметных изменений — цвет фона всех игровых меню и окон был изменен с чёрного на синий. Также в Final Fantasy III впервые в серии появились уникальные боевые команды персонажей, такие как Призыв, Бросок и Прыжок.

## Отзывы
| Сводный рейтинг    | Сводный рейтинг                   |
| Агрегатор          | Оценка                            |
| ------------------ | --------------------------------- |
| GameRankings       | 77,83 %                           |
| Metacritic         | DS: 77/100 iOS: 80/100 PC: 68/100 |
| Иноязычные издания |                                   |
| Издание            | Оценка                            |
| 1UP.com            | DS: B+                            |
| Famitsu            | FC: 36/40 DS: 34/40 PSP: 33/40    |
| GamePro            | DS: 4/5                           |
| GameSpy            | DS: 8/10                          |
| GameTrailers       | DS: 8,2/10                        |
| IGN                | DS: 7,8/10                        |
| Nintendo Power     | DS: 8/10                          |
| TouchArcade        | iOS:                              |

Игра получила положительные отзывы критиков на разных платформах.
Летом 2018 года, благодаря уязвимости в защите Steam Web API, стало известно, что точное количество пользователей сервиса Steam, которые играли в игру хотя бы один раз, составляет 159 583 человека.

## Переиздания
В 2006 году она была переиздана для Nintendo DS в современной трёхмерной графике и с учётом современных технологий, и в этом формате была выпущена в США и европейских странах. Существовали планы по разработке ремейка для WonderSwan Color, как это было сделано с предыдущими играми, но после многочисленных задержек выпуск отменили.
Также игра была выпущена на Apple iOS в 2011 году.
27 Июня 2012 года компания Square портировала Final Fantasy III под платформу Android.
20 Сентября 2012 года разработчики портировали игру на PSP.
27 Мая 2014 года разработчики портировали игру на PC и игра стала доступна для покупки в цифровом магазине Steam.